# Jan Lupi
Jan Lupi fou un músic flamenc mort el 1547. Va ser organista de l'església de Nivelles i cantor de l'església de Santa Maria d'Anvers. Se li deuen: Cantiones quae vulgo; Motetti nuncupantur, 8, 6, 5 et 4 vocum (París, 1542), i Motetae quatuor et quinque vocibus concinendae (Venècia, 1545). A més, moltes de les seves composicions es troben en les recopilacions de l'època i en la capella pontifical de Roma hi ha moltes misses seves manuscrites.